# Стигматы

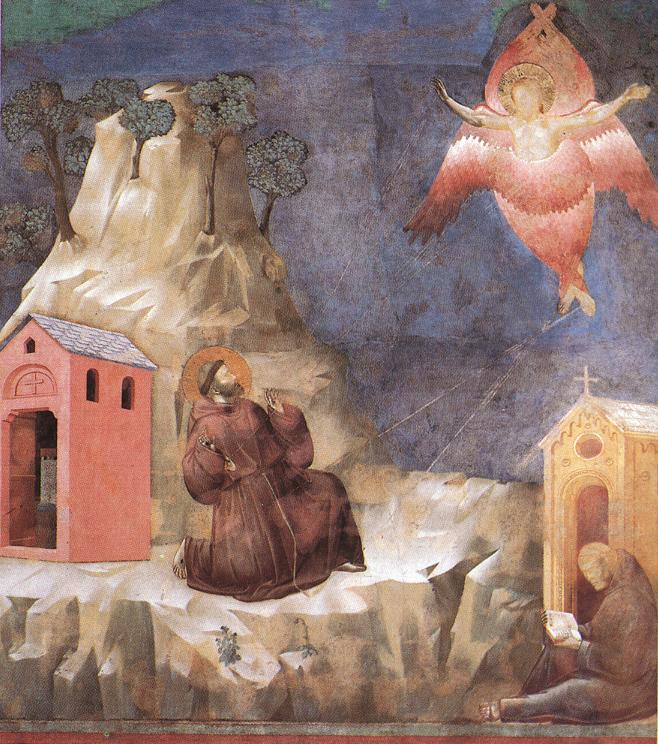
«Стигматизация св. Франциска». Лучи небесного света олицетворяют собой явление Христа, освящающего стигматы святого. Джотто и мастерская. Фреска в верхней церкви Сан-Франческо в Ассизи

Стигма́ты (греч. στίγματα — «знаки, метки, язвы, раны») — болезненные кровоточащие раны, открывающиеся на теле отдельных католических подвижников — под влиянием религиозной экзальтации — на тех участках тела, на которых предположительно располагались раны Христа, полученные им при распятии на кресте.

## История
В Послании к Галатам апостол Павел употребляет фразу «ибо я ношу язвы Господа Иисуса на теле моём» (Гал. 6:17), в Вульгате «ego enim stigmata Domini Iesu in corpore meo porto». Однако неясно, идёт ли здесь речь о реальных стигматах, или фраза носит метафорический смысл. Ряд исследователей считает, что говоря о «стигматах» на теле, апостол Павел намекает на своё побиение камнями, описанное в Деяниях Апостолов (Деян. 14:19).
Принято считать, что впервые стигматы появились у святого Франциска Ассизского в 1224 году. Согласно биографам святого Франциска, стигматы были ему дарованы в день Воздвижения Святого Креста во время молитвы на горе Верне. С этого момента Католическая церковь насчитывает более 300 случаев появления стигматов, признанных Церковью подлинными. Иногда утверждается, что впервые стигматы проявились ещё у Марии из Уаньи (1213) или даже раньше, со ссылками на случаи, описанные в текстах XI—XII веков о крестовых походах, однако эти случаи стигматов не считаются общепризнанными.
Святая монахиня доминиканского ордена Екатерина Сиенская обрела стигматы во время визита в Пизу, 1 апреля 1375 года. Но в отличие от более типичных случаев, у неё не проступала кровь, это были «незримые стигматы». После её смерти и канонизации представители францисканского ордена выдвинули протест, поскольку в этом она «конкурировала» с их основателем св. Франциском. Поэтому в 1471/72 году папа Сикст IV специальной буллой запретил изображать её художественно со стигматами, — по причине противостояния между францисканцами и доминиканцами. Папа Урбан VIII в 1630 году отменил запрет, указав, впрочем, что стигматы не должны быть показаны кровоточащими.
В XX веке большую известность в католическом мире приобрели стигматы итальянского капуцинского монаха Пио из Пьетрельчины.

## Описание
У некоторых стигматиков раны кровоточат постоянно, у других — периодически. В отличие от обычных ран стигматы не поддаются лечению, но и не приводят к осложнениям, они могут оставаться неизменными на протяжении множества лет. Чаще всего стигматы образуются в местах «пяти ран Христа»: на ладонях (запястьях), ступнях и в боку, однако иногда они проявлялись и на других частях тела (следы тернового венца на лбу, след от креста на плече и др.).

## Исследования
Католическая церковь однозначно признаёт чудесный характер стигматов, однако для отсечения случаев шарлатанства все случаи появления стигматов тщательно изучаются, причём с привлечением независимых медиков. Исследователи-материалисты либо обвиняют носителей стигматов в обмане (историк Серджо Луццатто заявлял, что Пио из Пьетрельчины сделал себе стигматы фенолом), либо объясняют их появление самовнушением и неврозом на религиозной почве.

## Известные носители стигматов
В хронологическом порядке:
- Франциск Ассизский (1181—1226)
- Екатерина Сиенская (1347—1380)
- Рита Кашийская (1381—1457)
- Иоанн Божий (1495—1550)
- Екатерина де Риччи (1522—1590)
- Мария Лопес де Ривас (Мария Иисуса; 1560—1640)
- Вероника Джулиани (1660—1727)
- Мариам Баоуарди (Мария Иисуса Распятого; 1846—1878)
- Анна-Луиза Лато (1850—1883)
- Анна Шеффер (1882—1925)
- Пио из Пьетрельчины (1887—1968)
- Тереза Нойманн (1898—1962)
- Марта Робэн[англ.] (1902—1981)